# 駒澤大学ボクシング部
駒澤大学ボクシング部（こまざわだいがく ぼくしんぐぶ、Komazawa University Boxing Club）は、駒澤大学のボクシングチーム。関東大学ボクシングリーグ、日本ボクシング連盟所属。

## 概要
1959年創部。本拠地は駒澤大学玉川キャンパス。
元WBC世界ライトフライ級チャンピオン中島成雄やロンドン五輪バンタム級銅メダリスト清水聡を輩出
。
2008年、関東大学ボクシングリーグ戦第61回大会から1部リーグに復帰。
2021年、第74回関東大学ボクシングリーグ戦1部で初優勝。続く同年8月の第75回全日本大学ボクシング王座決定戦は、新型コロナウィルスの感染クラスターが寮（東京・世田谷）で発生したため出場を辞退。関西リーグの優勝校・芦屋大学が不戦勝となった。
2024年、第77回関東大学ボクシングリーグ戦1部で2回目の優勝。続く第78回全日本大学ボクシング王座決定戦で関西リーグの優勝校・大阪商業大学を10-1で下し初優勝を遂げた。

## 関係者

### 歴代監督
- 平田文博
- 小山田裕二 - 日本ボクシング連盟強化委員会 男子副委員長

### コーチその他
- 林田太郎 - コーチ

### 出身者
- 中島成雄 - プロボクサー、WBC世界ライトフライ級王者
- 村野健 - M.Tボクシングジム会長、村野ねじ工業所（相模原市）社長、元駒澤大学ボクシング部専属コーチ
- 小田島弘英 - M.Tボクシングジムサブ・マネージャー
- 田中光輝 - 第21代OPBF東洋太平洋ライトフライ級王者
- 石原英康 - 元プロボクサー、OPBF東洋太平洋スーパーフライ級王者、中京高等学校ボクシング部顧問
- 小山田裕二 - 全日本選手権準優勝、日本代表コーチ
- 三垣龍次 - プロボクサー、東洋太平洋ライト級王者
- 岡田隆志 - 2005年度全日本選手権フライ級優勝。プロデビューするも、くも膜下出血でライセンス剥奪。渡米し、アマチュア世界王者マックウィリアムズ・アローヨに判定勝ち。のちに2団体世界スーパーバンタム級統一王者となるダニエル・ローマンに判定勝ち
- 清水聡 - プロボクサー、北京五輪代表、ロンドン五輪 銅メダリスト
- 三遊亭金の助 - 落語家
- 林田太郎 - 全日本ライトフライ級3連覇、アマチュア時代、井上尚弥と井岡一翔に勝利[6]。
- 伊藤雅雪 - プロボクサー、WBO世界スーパーフェザー級王者
- 林田翔太 - 全日本フライ級王者、第17回アジア競技大会ボクシング男子フライ級銅メダル
- 田中亮明 - アマチュアボクサー、2021年開催2020年東京オリンピック52kg級(フライ級)銅メダリスト
- 鬼倉龍大 - 俳優、2016年世界大学選手権ミドル(75kg)級 日本代表
- 金中竜児 - 第67回国民体育大会（ぎふ清流国体）優勝
- 南出仁 - 元プロボクシング日本バンタム級1位
- 齊藤陽ニ - 日本ライト級15位(角海老宝石)
- 沖島輝 - 全日本優勝、アジア大学選手権優勝
- 李鎮宇 - 元日本Sフェザー級19位、2021年全日本新人王Sフェザー級優勝(角海老宝石)
- 保坂剛 - 日本Sフェザー級8回戦(三迫ジム)
- 重里侃太朗 - 日本スーパーフライ級9位
- 嶋田淳也 - 2018年 世界大学選手権ライト級日本代表
- 長谷部大地 - 2019アジア選手権大会日本代表
- 濵村悠太郎 - フライ級
- 若谷豪 - 2021・23全日本選手権ライトヘビー級優勝
- 北本隼輔 - 2021全日本選手権ライトウエルター級優勝
- 西山潮音 - 2023全日本選手権ライトウエルター級優勝
- 荒竹一真 - AIBAユース男女世界選手権大会ライトフライ級日本代表